# 大台厚生病院

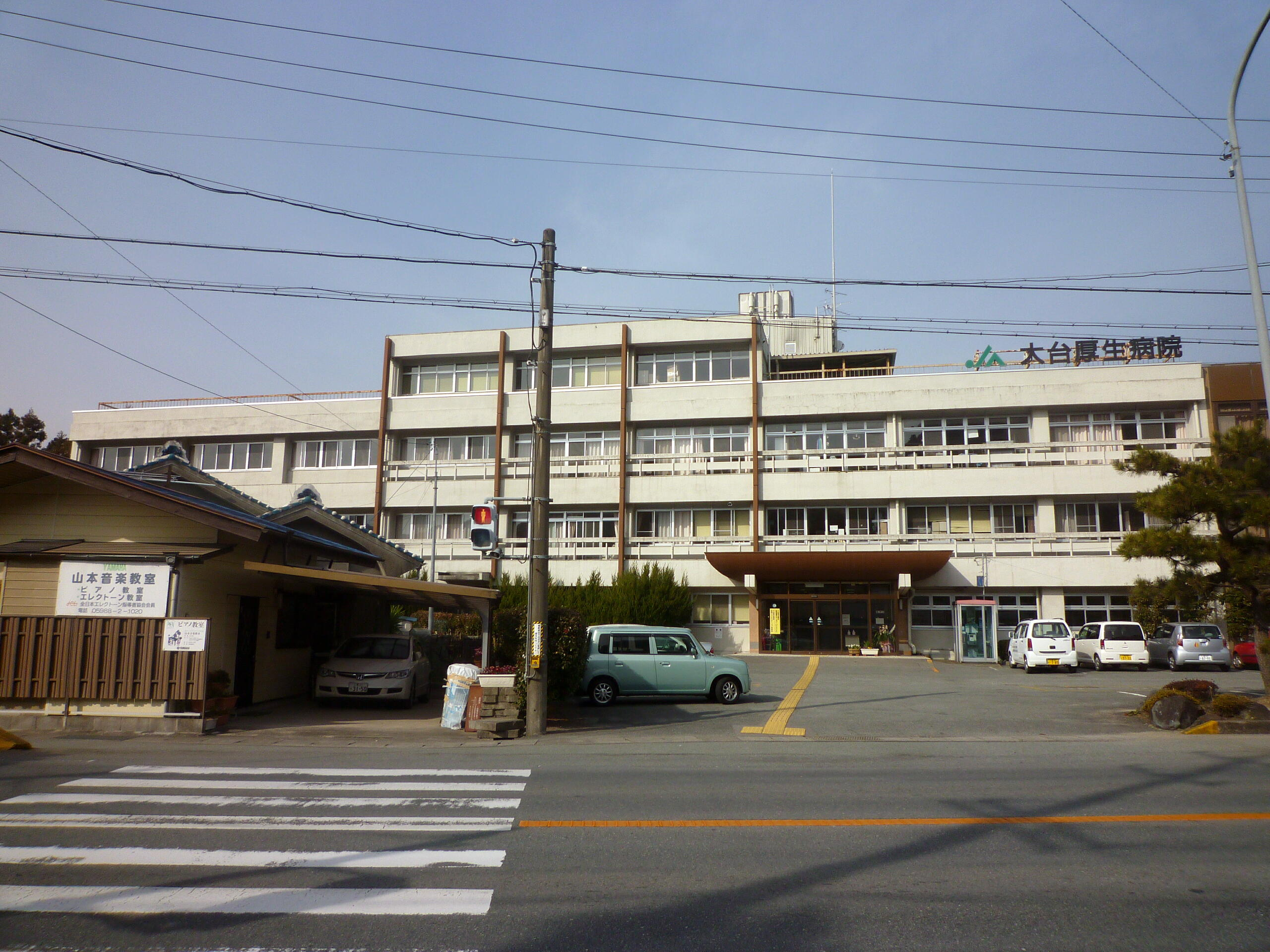
移転前の病院外観（2010年1月撮影）

大台厚生病院（おおだいこうせいびょういん）は三重県多気郡大台町にある三重県厚生農業協同組合連合会（JA三重厚生連）が管理運営する病院。

## 沿革
1951年（昭和26年）、南勢開拓農業協同組合が工費約250万円で建設をはじめたが、資金難で開院できずにいた。1956年（昭和31年）6月になって三重県厚生農業協同組合連合会（JA三重厚生連）が約300万円で買い受け、約700万円を投じて大台厚生病院を完成させた。

### 年表
- 1956年（昭和31年）11月10日 - 多気郡大台町佐原457-3に大台厚生病院として開院。翌日より診療開始[1]。
- 1967年（昭和42年）11月30日 - 多気郡大台町佐原63-8へ新築移転[2]。
- 1976年（昭和51年）4月1日 - 中央総合病院大台分院に改称[3]。
- 1977年（昭和52年）6月1日 - 松阪中央総合病院大台分院に改称[4]。
- 1987年（昭和62年）4月1日 - 大台厚生病院に改称[5]。
- 1996年（平成8年）5月16日 - 病室や管理棟などの増改築工事の完成式[6]。
- 1999年（平成11年）4月1日 - 訪問看護ステーション「ふるさと」開設[7]。
- 2002年（平成11年）10月29日 - 居宅介護支援事業者指定[8]。
- 2002年（平成14年）10月6日 - 奥伊勢健康センターの開所式[9]。
- 2007年（平成19年）4月30日 - 居宅介護支援事業所廃止[10]。
- 2015年（平成27年）4月1日 - 2012年（平成24年）3月限りで廃校となった三重県立宮川高等学校を取り壊し、跡地に同病院が新たに移転・開院。

## 診療科
- 内科
- 整形外科
- 胃腸内科
- 泌尿器科
- 眼科
- 耳鼻咽喉科
- 皮膚科
- 脳神経外科

## 交通アクセス

### 自動車
- 紀勢自動車道・大宮大台ICから東方向へ約5分。
- 伊勢自動車道・勢和多気ICから南西方向へ約20分。
- JR紀勢本線・近鉄山田線 松阪駅から国道42号で南西方向へ約50分。

### 公共交通機関
- JR紀勢本線 三瀬谷駅から東方向へ徒歩で約10分。
- JR紀勢本線 三瀬谷駅よりバス・タクシーで約5分。